# Rúnar Már Sigurjónsson
Rúnar Már Sigurlaugarson Sigurjónsson (18 juni 1990) is een IJslands voetballer die doorgaans als middenvelder speelt. Hij tekende in juli 2016 een contract tot medio 2019 bij Grasshopper, dat hem overnam van GIF Sundsvall. Rúnar Már debuteerde in 2012 in het IJslands voetbalelftal.

## Interlandcarrière
Rúnar Már debuteerde in 2012 in het IJslands voetbalelftal. Hij maakte op 14 november 2012 zijn eerste interlanddoelpunt, in een oefeninterland tegen Andorra. Bondscoach Lars Lagerbäck nam Rúnar Már in juni 2016 mee naar het Europees kampioenschap 2016, het eerste eindtoernooi waarvoor het land zich ooit plaatste. IJsland werd hierop in de kwartfinale uitgeschakeld door gastland Frankrijk, dat met 5–2 won.

## Erelijst
| Deildabikar | 1x | 2011 |